# Аугустин Матата Поњо
Аугустин Матата Поњо (фр. Augustin Matata Ponyo‎; Маијема, 5. јун 1964) је политичар из ДР Конго и премијер ДР Конго од 2012. године. Пре тога је био министар финансија од 2010. године до 2012. године, а на премијерску функцију поставио га је председник Жозеф Кабила.